# Лічба на пальцях
Лічба на пальцях, дактилономія — математичні обчислення, здійснювані людиною за допомогою згинання, розгинання або вказання пальців рук (іноді й ніг). Пальці рук вважаються найпершим лічильним інструментом древньої людини з епохи верхнього палеоліту. Рахунок на пальцях широко застосовувався в стародавньому світі і середньовіччі. В даний час використовується обмежено: арабськими та індійськими торговцями на Середньому Сході. Також використовується при спілкуванні жестами, зокрема при проведенні торгів на фондових біржах за допомогою викриків, у грі мора, а також суддею в боксі при відліку секунд під час нокдауну.

## Створення числової послідовності
Пальці рук і ніг дали людині першу числову послідовність, яка повністю відділилася від лічильних об'єктів. Бувши розділеними на диференційовані групи природою, числа сформували такі розряди: 5 — пальців на одній руці, 10 — пальці на двох руках, 20 — всі пальці рук і ніг. Що відбилось у назвах чисел мов деяких народів: п'ять — «одна рука»; десять — «дві руки»; двадцять — «один чоловік». Коли закінчувалися числа, що могли бути вираженими пальцями рук і ніг однієї людини (20), наставала друга серія підрахунку: йшла точно таким же чином, додаючи до «однієї людини» таке ж число пальців «другої людини» (20+20=40), і т. п.
Включення пальців рук і ніг визначило створення двадцяткової системи числення у цивілізації мая в Новому Світі (при цьому існувала структура у вигляді чотирьох блоків по п'ять цифр, що відповідало п'яти пальцям руки та ноги), а обмеження обчислення пальцями рук призвело до формування десяткової системи числення, яка запанувала у народів Євразії. П'ятіркова система, яка взяла за основу пальці однієї руки, поширилася в тропічній Африці. Двадцяткова система числення в Старому Світі була традиційною у чукчів, до цього часу використовується у назві чисел в нахських мовах, а як мовний пережиток залишила слід у французькому слові «quatre-vingts» («вісімдесят»: буквально — «двадцять чотири рази»).
Найперша згадка про десяткову систему пальцевої лічби в літературі міститься у Публія Овідія Назона в книзі «Фасти», де автор поетично зобразив уявлення древніх римлян про число пальців рук, які були пов'язані з десятьма місячними місяцями жіночої вагітності.
Інший, вельми поширений у давнину варіант — лічба четвірками пальців. При цій лічбі великий палець не рахувався. Так, в давньоруській мові всі пальці, крім великого, називалися словом «пьрст'», а великий — «пальць». В англійській мові до цього часу чотири «лічильні» пальця іменуються словом «fingers», а великий палець — «thumb». В цьому обчисленні пальці двох рук становлять основу стародавньої вісімкової системи числення (відрізняється від сучасної).
Крім того на чотирьох пальцях однієї руки 12 фаланг, якщо їх рахувати п'ятим, великим пальцем, тобто дотик кінчика великого пальця до кожної фаланги приймати за одиницю. Ця особливість вплинула на появу дванадцяткової і шістдесяткової систем числення (у другому випадку, великий палець кілька разів поспіль стосувався усіх фаланг і рахунок тривав далі, але після кожного нового циклу торкань загинався один палець на іншій руці).

## Лічба на пальцях у різних народів

### Римська лічба

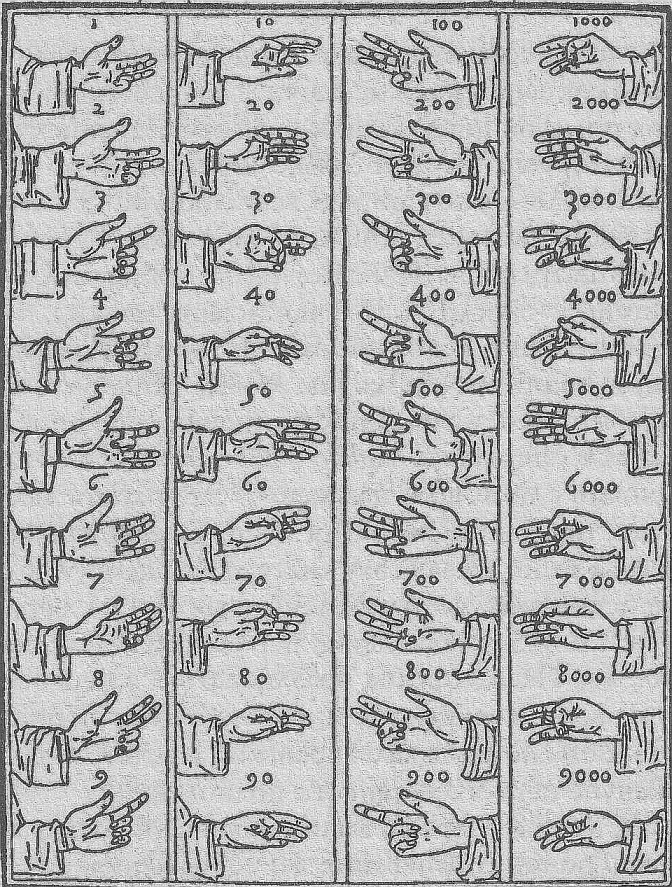
Поширена в середньовічній Європі і на Близькому Сході пальцева лічба (з книги «Сума арифметики» італійського математика Луки Пачолі, 1494 р.) Відрізняється від пальцевої лічби Біди Високоповажного (725 р.) тим, що сотні і тисячі тут показано на правій руці, як у давньоримській лічбі

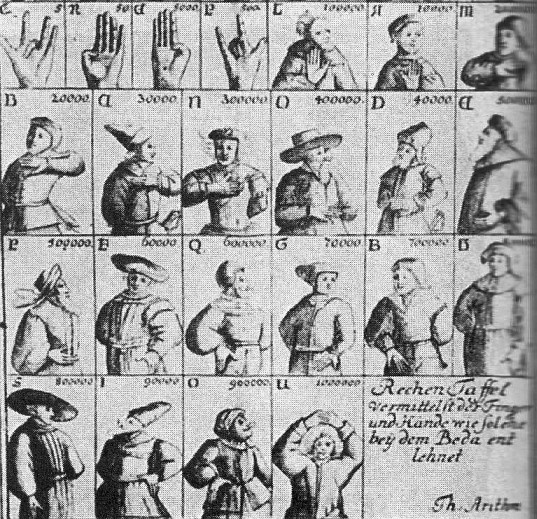
Великі числа, показані пальцевою лічбою Біди (з книги «Арифметично-геометричний театр» Якоба Леопольда, 1727 р.)

До складу Римської республіки, а пізніше — імперії, входило безліч народів, а сфера торгівлі охоплювала все Середземномор'я і країни Близького Сходу, які мають різну рахункову писемність або не мають такої взагалі. Як результат, виникла досить розвинена, і головне, що працює, система лічби на пальцях, при якій торговці могли оперувати числами до 10.000 за допомогою одних лише пальців двох рук, і до 1.000.000.000, задіюючи інші частини тіла.
Пліній Старший (23-79 рр.) і Макробій (V ст.) залишили описи римської статуї бога Януса, якого багато місцевих жителів вважали також богом Сонця, оскільки пальці цієї статуї зображували число 300 на правій руці і число 65 — на лівій: всього 365, що означало кількість днів у році, протягом яких Сонце проходило своє річне коло по небу. Римський історик Ювенал (вмер близько 130 р.), розповідаючи про мудрого старця Нестора, який завойовував серед інших грецьких героїв Трою, між іншим свідчить, що пальці правої руки зображують сотні (і щасливий той з людей, хто зміг обдурити смерть і може показати свій вік на правій руці). Квінтиліан (вмер близько 96 р.) каже, що неосвічену людину насамперед видає невміння правильно показати числа на пальцях. Ймовірно для невідомої римської гри використовувалися комплекти жетонів зі слонової кістки по 15 штук кожен, на одній стороні жетона стояла римська літерна нумерація, а на інший було нанесено зображення руки, що показує це число особливим жестом. Загальне знання пальцевої лічби освіченими людьми Римської імперії підтверджується і працями ранніх отців Церкви, які за допомоги символіки числових жестів тлумачили Євангеліє, вважаючи, що їх читачі чудово розуміють, про що йде мова, і не потребують спеціальних пояснень. Так, святий Ієронім (342—419/420 рр.), коментуючи притчу Ісуса Христа про сіяча і насіння, яке, впавши в добрий ґрунт, дало зерна — «одне — сотню, інше — шістдесят, а третє — тридцять», як пояснювання приваблює форму жестів римської пальцевої лічби як самоочевидного для всіх (хоча до радвинських традицій вона відношення не має): «30 — це символ шлюбу, бо такий спосіб розташовування пальців, коли вони поєднані і переплетені, немов у міцних обіймах, являє собою чоловіка і дружину. 60 — символ вдівства, оскільки вдова згинається від горя і бід, що обрушилися на неї, точно так само, як (великий палець) згинається під тиском вказівного пальця, що лежить на ньому (при зображенні числа 60)… 100 — переноситься з лівої руки на праву…Коло, утворене пальцями правої руки, означає корону дівочої чистоти». Інший християнський письменник — Августин Блаженний (354—430 рр..), під час тлумачення Євангеліє від Іоанна (21:11), де вказано чудесний улов Апостолів з 153 рибин, показав, що за допомогою пальців можна було проводити обчислення, фіксуючи проміжний результат.
Ця система давньоримської лічби перейшла в середньовічну Європу, перша реконструкція пальцевої лічби, була вперше докладно викладена в капітальній праці за хронологією «De temporum ratione» англійського вченого ченця Біди Високоповажного в 725 році. За свідченням Валафрида Страбо, абата монастиря в Рейхенау на Бодензее, вивчав арифметику влітку 922 року під керівництвом Татто, дорослих учнів навчали мистецтву лічби за пальцевою методикою, викладеною в вищеназваній книзі Біди. В цей час мало використовуваний в торгівлі пальцевий рахунок зайняв своє місце в кабінетах вчених і школах для духівництва. Про зникнення лічби на пальцях з повсякденного світського ужитку як про доконаний факт говорить знаменитий проповідник Бертольд Регенсбурзький (1220—1272 рр.). Рахувати на пальцях вмів всебічно освічений імператор Фрідріх II Гогенштауфен (вмер 1250 р.). Першою середньовічної світської книгою, в якій знову відроджується інтерес до пальцьового рахунку та наводиться його детальний опис, стає трактат «Сума арифметики, геометричних пропорцій і пропорційності» італійського математика Луки Пачолі, видрукуваний типографським способом у Венеції в 1494 році. У трактаті стверджувалося, що пальцева лічба на той час мала величезне значення в математичній науці. У книзі «Абака і старовинний звичай древніх латинян рахувати за допомогою рук і пальців», виданій у Нюрнберзі в 1522 році німецький письменник Аветин використовує пальцеву лічбу як допоміжний для фіксування проміжних результатів розрахунків на абаці. Про те ж застосування рахунку на пальцях, але в поєднанні з арабськими (індійськими) цифрами у свій час говорив і італійський математик Леонардо Пізанський (1180—1250 рр.), стверджуючи, що той, хто хоче досконало оволодіти мистецтвом обчислень, повинен навчитися рахувати на пальцях. Проте з поширенням в Європі у XVI столітті нових арабських (індійських) цифр, обчислення якими були зручні на папері, пальцева лічба почала зникати. Останнім твором, у якому детально описувалася пальцева лічба як історичний курйоз, став «Арифметично-геометричний театр» Якоба Леопольда, опублікований в 1727 році. З того часу римський рахунок на пальцях у Західній Європі повністю вийшов з ужитку, найдовше (місцями зберігся до наших днів) протримавшись на територіях сучасних Румунії й Молдови, а також серед циган Сербії.

### Арабсько-східноафриканська лічба
Протягом тривалого часу на території Арабського халіфату і країн, що виникли після його розпаду, в торгових операціях використовувався римська пальцева лічба, ще у XIV столітті арабські та перські документи свідчать про добре знання арабами римської системи рахунку, схожою з тією, яка була записана Бідою Високоповажним в Європі початку VIII століття. Особливістю цього числення стала зміна рук, що означають десятки та сотні, відповідно до системи арабського письма справа-наліво. Таким чином, права рука стала означати сотні, а ліва — одиниці та десятки. Згодом, на східних базарах і в портах Червоного моря та східного узбережжя Африки, торговці виробили власну оригінальну математичну мову жестів. Покупець і продавець, щоб уникнути недобросовісних посередників, конкурентів і небажаних свідків, таємно домовляються про ціну, накривши свої руки тканиною і торкаючись долонь один одного за певними правилами.
Дотик до витягнутого вказівного пальця продавця, в залежності від ціни і використовуваних грошових одиниць, буде означати 1, 10 або 100. Одночасний дотик до двох, трьох або чотирьох пальців продавця буде означати відповідно 2 (20, 200), 3 (30, 300) або 4 (40, 400). Дотик відкритою долонею вказує на число 5, 50 або 500. Доторкнутися до мізинця означає 6, 60 або 600, безіменний палець — 7, 70 або 700, середній палець — 8, 80 або 800, зігнути вказівний палець — 9, 90 або 900, торкнутися Великого пальця — 10, 100 або 1000. При цьому численні може дотримуватися послідовність числових ступенів, наприклад число 78 задається дотиком безіменного пальця продавця, а потім — його середнього пальця. Постукування по вказівному пальцю продавця в напрямку від середнього суглоба до кінчика пальця — пропозиція про зниження ціни удвічі (1/2), чверть (1/4) або на восьму частину (1/8) від початкової. Постукування по вказівному пальцю від основи пальця до його середнього суглоба — буде надбавкою половини (1/2) від запропонованої ціни, або 1/4, або 1/8. Якщо перед зазначенням дробового степеня вказується ціле число, то воно множиться на дробову ступінь.

### Китайська лічба

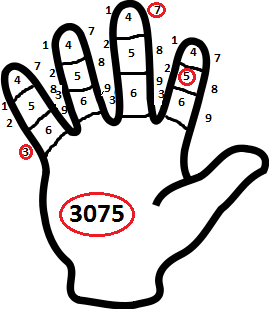
Китайська позиційна десяткова система лічби з прикладом (виділено червоним)

Китайський метод лічби заснований на кількості і символіці пальців. Використовуючи цей метод, на двох руках можна порахувати до 20. Варто зауважити, що в деяких провінціях жести можуть відрізнятися.
0 — складений кулак;
1 — розціплений вказівний палець;
2 — розціплені та розчепірені вказівний і середній пальці;
3 — розціплені та розчепірені вказівний, середній і безіменний пальці;
4 — крім притиснутого до долоні великого пальця, інші розціплені;
5 — відкрита долоня;
6 — випрямлені мізинець і великий палець, інші — стиснуті в кулак;
7 — великий палець разом з вказівним і середнім складені в пучку;
8 — випрямлені вказівний і великий пальці, решта — стиснуті в кулак;
9 — вказівний і великий вигнуті у вигляді букви «З», решта — стиснуті в кулак;
10 — три варіанти. Перший: рука стискається в кулак; другий: вказівні пальці обох рук перетинаються; третій: випрямлений середній палець заводиться за випрямлений вказівний, решта — стиснуті в кулак.
Старокитайська позиційна десяткова система лічби з двох рук є найбільш складною з існуючих подібних, але при всьому тому дозволяє показати числа від 1 до 99 999 999. На обох руках фаланг кожного пальця задаються цифрові значення від 1 до 9: причому долучається простір як посеред фаланги, так і з боків. Роль покажчика грають нігті великих пальців. Кожен палець має власну розрядність, як на абаці: вказівний палець правої руки — означає одиниці, середній палець — десятки, безіменний — сотні та т. п. Перехід від пальця до пальця характеризується послідовним підвищенням розряду. Пропуск має значення нуля.

### Японська лічба
В Японії лічба починається з відкритої долоні. Піджатий великий палець представляє число 1, мізинець є числом 5. Таким чином, пальці, складені в кулак, вказує на число 5. Потім відбувається зворотна дія: число 6 позначається розтиснутим мізинцем. Повернення до відкритої долоні означає число 10. Однак, щоб показати цифри іншим співрозмовникам, використовується той же порядок, що в англійській або російській традиції: випрямлений вказівний палець стає номером 1, великий палець тепер представляє число 5. Для чисел понад п'яти відповідну кількість випрямлених пальців іншої руки притискають до розкритої долоні першої. Наприклад, число 7 зображують вказівний і середній палець. Число 10 зображується двома розкритими до співрозмовника долонями.

### Англійська лічба
В англомовних країнах лічба до 5 ведеться розтисненням пальців, спочатку зібраних в кулак, починаючи з вказівного пальця, і триває до мізинця (число 4). Разтиснутий великий палець вказує на число 5. Аналогічним чином процес рахунку продовжується на іншій руці для чисел від 6 до 10. Наприклад, число 7 вказується відкритою долонею з розчепіреними пальцями однієї руки 1 розціпленими вказівним і середнім пальцями іншої. Щоб вказати на кількість своєму співрозмовнику, корінний житель англомовної країни піднімає руку або руки вгору. Наприклад, розціплені вказівний, середній і безіменний пальці на піднятій вгору долоні будуть означати число 3.
Балканські країни на південному сході Європи мають лічбу, схожу з англійською.

### Континентальна європейська лічба
У народів континентальної Західної Європи, таких, як німці чи французи, разтиснутий великий палець являє собою початок обчислення (число 1). Потім розтискається вказівний палець (число 2) і так далі — до мізинця (число 5).
У деяких європейських країнах, а часто і у Франції, альтернативний метод підрахунку проводиться шляхом згинання пальців в порядку: великий, вказівний, середній, безіменний і мізинець.

### Руська лічба

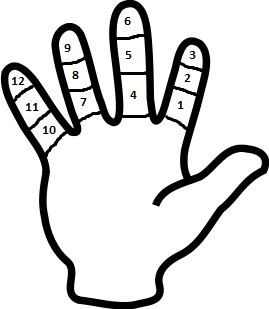
«Лічба дюжинами»

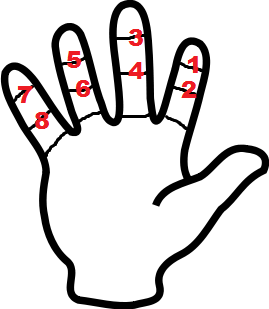
«Лічба сороками»

Руська лічба на пальцях до десяти починається з загинання мізинця лівої руки і послідовно ведеться до загнутого великого пальця правої руки. Але коли потрібно наочно показати кількість, рука стискається в кулак і спочатку розкривається вказівний палець, потім середній, підмізинний, мізинець і великий.
Ця лічба також трапляється в країнах колишнього СРСР. Старовинний руський спосіб множення на пальцях однозначних чисел від 6 до 9 здавна застосовувався купцями як допоміжний при усній лічбі. Спочатку пальці обох рук стискали в кулаки. Потім на одній руці разгинали стільки пальців, на скільки перший множник перевершував число 5, а на другій руці робили те ж саме для другого множника. Сумарна кількість витягнутих пальців множилося на 10, потім перемножувалося число загнутих пальців однієї руки на число загнутих пальців другої. Два отриманих результати складалися.
З інших способів числення по пальцях була поширена «лічба дюжинами» (дванадцяткова система), що вживалося в торгівлі (особливо в Новгородській республіці XII—XV століть). Лік дюжинами вівся великим пальцем по фалангах решти чотирьох пальців правої руки і починався від нижньої фаланги вказівного пальця, а закінчувався верхньою фалангою мізинця. Інший варіант — від верхньої фаланги мізинця лівої руки до нижньої фаланги вказівного пальця. Якщо число перевищувало 12, то при досягненні 12 людина, що лічить, загинає один палець на протилежній руці. По досягненні числа 60 (п'ятірки дюжин) всі пальці руки, яка фіксувала повні дюжини, виявлялися стиснутими в кулак. Дюжинами до початку XX століття в Росії було заведено рахувати носові хустки, писальні пера, олівці, шкільні зошити, набір з 12 предметів за традицією становили ложки, виделки, ножі, а сервізи посуду та комплекти стільців і крісел розраховувалися на 12 персон (що залишило слід у назві роману «Дванадцять стільців»).
Але найбільше поширення в Давній Русі отримала «лічба сороками» («сороковими»). Мисливці за хутровим звіром в Сибіру вели рахунок «сорочками», тобто укомплектованими в мішки шкурками (як правило, 40 соболиних хвостів або 40 білячих шкурок), які повністю йшли на пошиття багатою шуби («сорочки») російського боярина XVI століття. Так, у митній грамоті 1586 року «сороками» були полічені шкурки соболів і куниць, послані як плату за ведення війни з турками від царя Федора Івановича австрійському імператору Рудольфу. Методика лічби була схожа з «лічбою дюжинами», тільки замість лічби фаланг лічили суглоби пальців (переходи між фалангами), яких було всього 8. Якщо число перевищувало 8, то при досягненні 8 людина, що рахує, загинає один палець на протилежній руці. По досягненні числа 40 всі пальці руки, яка фіксує повні восьмушки, виявлялися стиснутими в кулак. Сліди пальцевої «лічби сороками» збереглися в народних забобонах. Наприклад, нещасливим для мисливця вважався сорок перший ведмідь і т. п. Також словом «сороконіжка» традиційно називалася будь-яка багатоніжка. Вираз «сорок сороків» або «тьма» для давньоруського селянина символізувало якесь число, що перевершує всяку уяву і власне математичні пізнання самого хлібороба.

## Пальцева лічба як культурна ідентифікація
Культурні відмінності у підрахунку на пальцях у різних народів іноді використовуються як таємний пароль, зокрема, для розрізнення національностей під час війни. Ця можливість культурної ідентифікації є частиною сюжету у фільмі «Безславні виродки» Квентіна Тарантіно і в романі «Пі в небі» («Pi in the Sky: Counting, Thinking, and Being»), Джона Барроу.
Англійський письменник Р. Мейсон у книзі «А вітер не міг читати» призводить життєвий приклад з історії Другої світової війни про японку Саббі, яка волею долі опинилася в Індії, котра належала тоді Великій Британії, яка перебувала з Японією в стані війни. Коли Саббі представили одному англійцю як китаянку, той запропонував їй порахувати на пальцях до п'яти, після чого обман розкрився: «Ви бачили, як вона рахує? Загинає один за іншим пальці. Ви коли-небудь бачили, щоб китаєць при лічбі загинав пальці? Ніколи! Китайці рахують так само, як і англійці. Вони піднімають кулак і розгинають пальці! Вона японка!».

## Пальцева лічба в спорті
У деяких видах спорту, наприклад у велосипедніх перегонах «Тур де Франс», перед стартом використовується зворотний відлік від 5 до 1 на пальцях піднятої руки судді. Числа в цій системі, зображуються наступним чином:
5 — розціплені всі пальці, включаючи великий
4 — крім великого всі пальці розціплені
3 — розціплені великий, вказівний і середній палець
2 — розціплені вказівний і середній палець
1 — розціплений великий або вказівний палець
0 — всі пальці витягнуті знову, але рука відводиться в сторону. Це сигнал про початок перегонів.

## Тілесна лічба
Однією з найбільш примітивних систем рахування, є тілесна лічба — різновид пальцевої лічби, залучаються й інші частини людського тіла в певному порядку. Як правило, первісні племена, які використовують цей різновид лічби, не мають у мові достатньої кількості слів для позначення цифр, тому ті ж самі слова можуть означати різні цифри та не можуть бути правильно зрозумілі без сприяння жестової мови. Також відсутня справжня числова послідовність, як це трапляється в п'ятірковій, вісімковій, десятковій, дванадцятковій або двадцятковій системах числення. Так, пальцева арифметика народності вичерпується наступними цифрами:
1 (анус) — випрямлений мізинець правої руки;
2 (доро) — випрямлений безіменний палець правої руки;
3 (доро) — випрямлений середній палець правої руки;
4 (доро) — випрямлений вказівний палець правої руки;
5 (убеі) — випрямлений великий палець правої руки;
6 (тама) — вказування на праве зап'ястя;
7 (унубо) — вказування на правий лікоть;
8 (виса) — вказування на праве плече;
9 (деноро) — вказування на праве вухо;
10 (діті) — вказування на праве око;
11 (діті) — вказування на ліве око;
12 (медо) — вказування на ніс;
13 (бєє) — вказування на рот;
14 (деноро) — вказування на ліве вухо;
15 (виса) — вказування на ліве плече;
16 (унубо) — вказування на лівий лікоть;
17 (тама) — вказування на ліве зап'ястя;
18 (убеі) — випрямлений великий палець лівої руки;
19 (доро) — випрямлений вказівний палець лівої руки;
20 (доро) — випрямлений середній палець лівої руки;
21 (доро) — випрямлений безіменний палець лівої руки;
22 (анус) — випрямлений мізинець лівої руки.